# Diminovula caledonica
Diminovula caledonica is een slakkensoort uit de familie van de Ovulidae. De wetenschappelijke naam van de soort is voor het eerst geldig gepubliceerd in 1872 door Crosse.